# Arnborg Kommune
Arnborg Kommune var en landkommune i Hammerum Herred i Ringkøbing Amt.

## Administrativ historik
Kommunen blev etableret ved en deling af Skarrild-Arnborg Kommune i 1906.
Den blev opløst ved en sammenlægning med Rind Kommune i 1967.